# Волны Эвра
Волны Эвра (лат. Eurus Undae) — поле дюн на Титане, самом крупном спутнике Сатурна. Расположено в светлой местности Адири (само оно, как и другие поля дюн Титана, темнее окружающей местности). Координаты центра — 7°30′ ю. ш. 149°42′ в. д. / 7,5° ю. ш. 149,7° в. д.; максимальный размер — 220 км.
С севера волны Эвра ограничены горами Эхориат, а с юга — горами Мерлок, отделяющими их от волн Нота. Кроме того, в одном месте волны Эвра заходят в разрыв горной цепи Эхориат и распространяются немного на север.
Как и другие дюны Титана, волны Эвра вытянуты примерно с запада на восток — в данном случае с запад-юго-запада на восток-северо-восток (как и соседние волны Нота и Борея). Расстояние между гребнями соседних дюн — 2–3 км.
Волны Эвра были обнаружены на радиолокационных снимках космического аппарата «Кассини», заснявшего эту область 28 октября 2005 года. Они стали одним из 4 первых наименованных полей дюн на Титане. Все эти поля названы в честь греческих богов ветра. Данное поле дюн — самое восточное из этих четырёх (по координатам центра), и оно получило имя бога восточного ветра — Эвра. Это название было утверждено Международным астрономическим союзом 5 декабря 2011 года.